# NGC 1012
NGC 1012 是白羊座的一個星系。

## 外部連結
- NGC 1012[永久]
- http://simbad.u-strasbg.fr/sim-id.pl?Ident=NGC%201012
- http://vizier.u-strasbg.fr/viz-bin/VizieR-S?NGC%201012（页面存档备份，存于）
- http://nedwww.ipac.caltech.edu/cgi-bin/nph-objsearch?objname=NGC%201012（页面存档备份，存于）